# 12 novembre 1923
Le lundi 12 novembre 1923 est le 316e jour de l'année 1923.

## Naissances
- Aleksy Antkiewicz (mort le 3 avril 2005), boxeur polonais
- Alirio Díaz (mort le 5 juillet 2016), guitariste et compositeur classique vénézuélien
- Charlie Mariano (mort le 16 juin 2009), saxophoniste américain de jazz
- Christian Graeff, diplomate français
- Ernie Anderson (mort le 6 février 1997), acteur et scénariste américain
- Ester Krumbachová (morte le 13 janvier 1996), scénariste, costumière, décoratrice, réalisatrice et plasticienne tchécoslovaque
- Ian Graham (mort le 1er août 2017), épigraphiste britannique
- Irving S. Reed (mort le 11 septembre 2012), mathématicien américain
- Jacques Chambaz (mort le 4 août 2004), personnalité politique française
- Loriot (mort le 22 août 2011), humoriste allemand
- Piem (mort le 12 novembre 2020), dessinateur français
- Poul Søgaard (mort le 13 décembre 2016), homme politique danois
- Richard Venture (mort le 19 décembre 2017), acteur américain
- Rubén Bonifaz Nuño (mort le 31 janvier 2013), poète mexicain

## Décès
- Agathon Léonard (né le 28 août 1841), sculpteur français
- Casimir Mordasewicz (né le 23 avril 1859), peintre polonais

## Événements
- Découverte de l'astéroïde (1010) Marlene
- Encyclique Ecclesiam Dei de Pie XI